# Jacek Manicki
Jacek Manicki (ur. 3 stycznia 1951, zm. 26 kwietnia 2014) – polski tłumacz literatury pięknej z języka angielskiego.

## Życiorys
Mieszkał w Warszawie, specjalizował się w przekładach fantastyki. W jego dorobku znajdują się tłumaczenia powieści autorów amerykańskich, brytyjskich, irlandzkich i kanadyjskich, a także przekłady opowiadań, publikowane m.in. w czasopismach „Problemy” (1982–1987),  „Fantastyka” (1983–1989) i „Fenix” (1991–2000). Współpracował  z wydawnictwami książkowymi Alfa, Arax, Amber, Albatros, Buchmann i Mag.
Był żonaty, miał syna. Został pochowany w grobie rodzinnym na Cmentarzu Wojskowym na Powązkach (kwatera B 7 DZ, rząd 4, grób 6).

## Przekłady opowiadań
Przetłumaczył opowiadania Dziurawiec Larry’ego Nivena („Fantastyka” 1/12, 1983) oraz Bestia, która wykrzyczała miłość w sercu świata Harlana Ellisona (antologia Ptak śmierci, 2002), a ponadto zbiór opowiadań Henry’ego Kuttnera Pegaz (1990). Przekłady jego autorstwa znalazły się w zbiorze opowiadań Miasto Śpiewającego Płomienia (1994) Clarka Ashtona Smitha.

## Przekłady powieści
Tłumaczenia książek autorów mających hasła w Wikipedii:

- Jeff Abbott, Adrenalina (2012)[9]
- Nadeem Aslam(inne języki), Mapy dla zagubionych kochanków(inne języki) (2006)[3]
- David Baldacci, Pełna kontrola(inne języki) (1998); Wygrana(inne języki) (2000); Studnia życzeń(inne języki) (2002)[3]
- J.G. Ballard, Kraksa(inne języki) (1995)[3]
- Greg Bear, Koncert nieskończoności(inne języki) (1991); Wężomag(inne języki) (1997)[3]
- Alfred Bester, Gwiazdy moim przeznaczeniem (1983)[11]
- Judy Blume, Wakacyjne siostry(inne języki) (2001)[3]
- John Brunner, Telepata(inne języki) (1987)[11]
- Edgar Rice Burroughs, Ląd zapomniany przez czas(inne języki) (1993)[5]
- C.J. Cherryh, Ludzie z gwiazdy Pella (1993, wznowienie 2002 pod tytułem Stacja Podspodzie)[3][14]
- Lee Child, Echo w płomieniach (2007)[8]
- Lincoln Child, Grobowiec (2014)[15]
- Arthur C. Clarke, Miasto i gwiazdy (1984–1985)[11]
- Michael Crichton, Śmierć binarna (1993); Wschodzące słońce (1993)[3]
- Clive Cussler, Cyklop (1992)[3]
- Roddy Doyle, Dzidziuś(inne języki) (1995); Furgonetka(inne języki) (1996)[3]
- Dave Duncan, Władca Ognistych Krain. Druga opowieść o królewskich fechtmistrzach (2001)[3]
- Francis Durbridge, Mordercza gra (1993)[3]
- Ben Elton, Ślepa wiara(inne języki) (2009)[3]
- Nicholas Evans, Przepaść (2006)[3]
- Ken Follett, Wejść między lwy (1991, wznowienie 2008 pod tytułem Lwy Pansziru)[7][16]; Uciekinier(inne języki) (1995)[3]; Kryptonim „Kawki” (2002)[17]; Zamieć(inne języki) (2005)[3]
- Frederick Forsyth, Mściciel (2004)[3]
- David Gibbins, Złoto krzyżowców (2007)[3]
- John Grisham, Klient(inne języki) (1996)[3], Calico Joe(inne języki) (2013)[18]
- Joseph Heller, Gold jak złoto(inne języki) (1995)[3]
- Jack Higgins, Anioł śmierci (1999)[3]
- Chuck Hogan, Miasto złodziei (2011)[3]
- Elia Kazan, Akty miłości (1994)[3]
- Stephen King, Cujo (1994)[3]
- Henry Kuttner, Szachowisko (1990)[6]
- Doris Lessing, Opowieści afrykańskie (2008)[3]
- Robert Ludlum, Pakt Holcrofta(inne języki) (1991, wznowienie 2010 pod tytułem Czwarta Rzesza)[3]
- Steve Martin, Ekspedientka(inne języki) (2003)[3]
- Richard Mason(inne języki), Świat Suzie Wong(inne języki) (2002)[3]
- Robert R. McCammon, Stinger (1997)[3]
- Patricia A. McKillip,  Mistrz Zagadek z Hed (1999); Dziedziczka Morza i Ognia (2000);  Harfista na wietrze (2000); Wieża w kamiennym lesie (2001)[3]
- Jeff Noon, Wurt (1998); Pyłki(inne języki) (1998)[10]
- Chuck Palahniuk, Podziemny krąg (2001)[3]
- James Patterson, Cztery ślepe myszki(inne języki) (2004)[3]
- Philip Pullman, Przerwany most(inne języki) (2006); Tatuaż z motylem(inne języki) (2006)[3]
- Mario Puzo, Dziesiąta Aleja(inne języki) (2007)[3]
- Spider Robinson, Jeanne Robinson(inne języki), Gwiezdny taniec(inne języki) (1986)[19]
- John Sack(inne języki), Spisek franciszkanów (2009)[3]
- Wilbur Smith, Brama Czaki(inne języki) (1993, wznowienie 2007 pod tytułem Upadek wróbla)[3]
- Nicholas Sparks, Ślub(inne języki) (2006)[3]
- Robert James Waller, Co się wydarzyło w Madison County (2003)[3]
- Gene Wolfe, Miasteczko Castleview (1997); Złota królowa (1997)[3]
- Roger Zelazny, Aleja Potępienia (1983)[20]
- David Zindell, Schizma (1998); Śmierć pilota (1998)[3]